# Соларо (провінція Мілан)
Соларо (італ. Solaro) — муніципалітет в Італії, у регіоні Ломбардія,  метрополійне місто Мілан.
Соларо розташоване на відстані близько 500 км на північний захід від Рима, 18 км на північний захід від Мілана.
Населення — 14 158 осіб (2014).

## Демографія
Населення за роками:

Станом на 1 січня 2023 року в муніципалітеті офіційно проживало 1276 іноземців з 56 країн, серед них 220 громадян країн Євросоюзу та 68 громадян України.

## Сусідні муніципалітети
- Бовізіо-Машіаго
- Каронно-Пертузелла
- Черіано-Лагетто
- Чезате
- Лімб'яте
- Саронно